# Nati nel 2007
| Questa pagina contiene informazioni ricavate automaticamente dalle voci biografiche con l'ausilio del template Bio e di un bot. L'aggiornamento è periodico e automatico e ricostruisce completamente la pagina. Se manca una persona in questa lista, sei pregato di non aggiungerla, ma accertati piuttosto che la sua voce biografica contenga il template Bio e che i dati anagrafici siano correttamente compilati. Se il template Bio manca, inseriscilo tu stesso o, in alternativa, metti l'avviso {{tmp\|Bio}} che ne segnala la mancanza. Se i dati riportati sono sbagliati, correggi direttamente la voce biografica; le modifiche saranno visibili in questa lista entro pochi giorni. Per chiarimenti vedi il progetto biografie. La lista contiene solo le 222 persone che sono citate nell'enciclopedia e per le quali è stato implementato correttamente il template Bio. Pagina aggiornata al 18 ago 2025. |

## Gennaio(31)
- 1º gennaio - Bruno Arady, calciatore uruguaiano
- 1º gennaio - Marius Courcoul, calciatore francese
- 1º gennaio - Mari Fukada, snowboarder giapponese
- 1º gennaio - Adrian Przyborek, calciatore polacco
- 1º gennaio - Ian Subiabre, calciatore argentino
- 3 gennaio - Luka Andrade, calciatore argentino
- 3 gennaio - Joshua King, calciatore inglese
- 5 gennaio - Derin Aralp, nuotatrice artistica turca
- 5 gennaio - Luka Vrzić, calciatore croato
- 6 gennaio - João Simões, calciatore portoghese
- 6 gennaio - Lorenzo Hoareau, calciatore seychellese
- 8 gennaio - Eduardo Felicíssimo, calciatore portoghese
- 10 gennaio - Mihajlo Cvetković, calciatore serbo
- 10 gennaio - Daniel Daga, calciatore nigeriano
- 10 gennaio - Maléna, cantante armena
- 14 gennaio - Valentina Bisi, nuotatrice artistica italiana
- 17 gennaio - Joane Gadou, calciatore francese
- 19 gennaio - Mia Brookes, snowboarder britannica
- 21 gennaio - Kennedi Clements, attrice canadese
- 21 gennaio - Luke Littler, giocatore di freccette inglese
- 21 gennaio - Anastasia Sidorina, nuotatrice artistica russa
- 22 gennaio - Pau Cubarsí, calciatore spagnolo
- 23 gennaio - Rocío Calle García, nuotatrice artistica spagnola
- 23 gennaio - Txell Ferré, nuotatrice artistica spagnola
- 23 gennaio - Allan Oyirwoth, calciatore ugandese
- 25 gennaio - Bea Kim, snowboarder statunitense
- 26 gennaio - Eden Dambrine, attore e modello belga
- 29 gennaio - Joshua Hedberg, tuffatore statunitense
- 30 gennaio - Sydney Schertenleib, calciatrice svizzera
- 30 gennaio - Zhang Zhijie, giocatore di badminton cinese († 2024)
- 31 gennaio - Lea Anna Krajčovičová, nuotatrice artistica slovacca

## Febbraio(17)
- 1º febbraio - Laelys Alavez, nuotatrice artistica francese
- 1º febbraio - Flaminia Vernice, nuotatrice artistica italiana
- 2 febbraio - Tobías Andrada, calciatore argentino
- 3 febbraio - Afonso Patrão, calciatore portoghese
- 4 febbraio - Melody, cantante e cantautrice brasiliana
- 5 febbraio - Carlos D'Ambrosio, nuotatore italiano
- 6 febbraio - Gui Negão, calciatore brasiliano
- 7 febbraio - Iustin Doicaru, calciatore rumeno
- 7 febbraio - Il'ja Mizernych, saltatore con gli sci kazako
- 14 febbraio - Charlotte Grandinger, sciatrice alpina tedesca
- 17 febbraio - Tara Dragas, ginnasta italiana
- 20 febbraio - Tereza Valentová, tennista ceca
- 24 febbraio - Luka Vušković, calciatore croato
- 25 febbraio - Yang Shuncheng, sincronetto cinese
- 25 febbraio - Jovan Ćirić, calciatore serbo
- 27 febbraio - Jelena Bulajić, cestista montenegrina
- 28 febbraio - Lalla Khadija, principessa marocchina

## Marzo(25)
- 1º marzo - Claire Weinstein, nuotatrice statunitense
- 3 marzo - Isabeau Levito, pattinatrice artistica su ghiaccio statunitense
- 4 marzo - Adrián Arnu, calciatore spagnolo
- 5 marzo - Roman Griffin Davis, attore britannico
- 6 marzo - Eser Gürbüz, calciatore olandese
- 6 marzo - James Wilson, calciatore scozzese
- 8 marzo - Ece Üngör, nuotatrice artistica turca
- 10 marzo - Malachi Barton, attore e cantante statunitense
- 11 marzo - David Miguel de Souza Arcanjo, calciatore brasiliano
- 12 marzo - Kirill Boliuch, tuffatore ucraino
- 14 marzo - Lilianna Bátori, altista ungherese
- 15 marzo - Luca Meirelles, calciatore brasiliano
- 16 marzo - Harry Amass, calciatore inglese
- 16 marzo - Francesco Crotti, triplista italiano
- 21 marzo - Giovanni Cantizano, calciatore argentino
- 21 marzo - Ethan Nwaneri, calciatore inglese
- 22 marzo - Filippo Pelati, sincronetto italiano
- 26 marzo - Sara Saliba, calciatrice maltese
- 26 marzo - Santiago Segovia, calciatore argentino
- 27 marzo - Tatsuya Murasa, nuotatore giapponese
- 28 marzo - Cailey Fleming, attrice statunitense
- 28 marzo - Quan Hongchan, tuffatrice cinese
- 28 marzo - Luke Roessler, attore canadese
- 29 marzo - Denyor Cicilia, calciatore olandese
- 30 marzo - Federico Cinà, tennista italiano

## Aprile(18)
- 2 aprile - Brenda Fruhvirtová, tennista ceca
- 3 aprile - Diego León, calciatore paraguaiano
- 4 aprile - Maureen Wijaya, giocatrice di badminton australiana
- 8 aprile - Joe Bird, attore australiano
- 9 aprile - Alexander Velázquez, calciatore uruguaiano
- 10 aprile - Ariane dei Paesi Bassi, principessa olandese
- 10 aprile - Veronika Sokolova, nuotatrice artistica russa
- 12 aprile - Luis Otávio, calciatore brasiliano
- 13 aprile - Felicia Schröder, calciatrice svedese
- 17 aprile - Álvaro Montoro, calciatore argentino
- 18 aprile - Lerotholi Seeiso, principe lesothiano
- 21 aprile - Isabella di Danimarca, principessa danese
- 22 aprile - Mustafa Erhan Hekimoğlu, calciatore turco
- 24 aprile - Estêvão Willian, calciatore brasiliano
- 26 aprile - Branco Salinardi, calciatore argentino
- 29 aprile - Mirra Andreeva, tennista russa
- 29 aprile - Sofia di Borbone-Spagna, principessa spagnola
- 30 aprile - Geovany Quenda, calciatore portoghese

## Maggio(25)
- 1º maggio - He Zhien, sincronetta cinese
- 4 maggio - Kendry Páez, calciatore ecuadoriano
- 5 maggio - Rodrigo Mora, calciatore portoghese
- 10 maggio - Yang Peiqi, nuotatrice cinese
- 11 maggio - Arianna Belardelli, ginnasta italiana
- 11 maggio - Anastazja Kuś, velocista polacca
- 13 maggio - Daria Geloshvili, nuotatrice artistica russa
- 14 maggio - Zhang Zhanshuo, nuotatore cinese
- 15 maggio - Isabelle Tavano, ginnasta italiana
- 16 maggio - Marc'Andria Maurizzi, scacchista francese
- 17 maggio - Aya Mazor, nuotatrice artistica israeliana
- 17 maggio - Shani Sharaizin, nuotatrice artistica israeliana
- 18 maggio - Shaya Sar Shalom Nechmad, nuotatrice artistica israeliana
- 19 maggio - Minja Korhonen, combinatista nordica e saltatrice con gli sci finlandese
- 21 maggio - Koussay Maacha, calciatore tunisino
- 24 maggio - Melody Halbeisen, nuotatrice artistica svizzera
- 24 maggio - Thae Su Nyein, modella e attrice birmana
- 24 maggio - Qiu Qiyuan, ginnasta cinese
- 25 maggio - Michal Rada, ostacolista ceco
- 27 maggio - Kim Eun-ji, giocatrice di go sudcoreana
- 27 maggio - Giovanni Zaramella, atleta paralimpico italiano
- 29 maggio - Isabel Shuang Cui, nuotatrice artistica spagnola
- 30 maggio - Charalampos Kōstoulas, calciatore greco
- 30 maggio - Kai Mauro, calciatore gibilterriano
- 31 maggio - César Miño, calciatore paraguaiano

## Giugno(15)
- 3 giugno - Jevin Palmquist, sciatore alpino statunitense
- 4 giugno - Sabrina Maneca-Voinea, ginnasta rumena
- 5 giugno - Álvaro Carpe, pilota motociclistico spagnolo
- 5 giugno - Andrija Maksimović, calciatore serbo
- 5 giugno - Mihail Polendakov, calciatore bulgaro
- 6 giugno - Aubrey Anderson-Emmons, attrice statunitense
- 8 giugno - Christophe Andrade Brites, calciatore lussemburghese
- 8 giugno - Dominika Banevič, danzatrice lituana
- 10 giugno - Melani García, cantante spagnola
- 13 giugno - Alice Taglietti, ginnasta italiana
- 14 giugno - Bryce James, cestista statunitense
- 18 giugno - Chris Rigg, calciatore inglese
- 20 giugno - Renáta Jamrichová, tennista slovacca
- 23 giugno - Alina Korneeva, tennista russa
- 24 giugno - Bleon Kurtulus, calciatore svedese

## Luglio(19)
- 6 luglio - Lexine Farrugia, calciatrice maltese
- 7 luglio - Sof'ja Akat'eva, pattinatrice artistica su ghiaccio russa
- 10 luglio - Viki Gabor, cantante polacca
- 10 luglio - Saah Moses Jr., calciatore liberiano
- 10 luglio - Mason Thames, attore statunitense
- 13 luglio - Lamine Yamal, calciatore spagnolo
- 14 luglio - Darby Camp, attrice statunitense
- 15 luglio - Lisandro Piñero, calciatore argentino
- 17 luglio - Olti Hyseni, calciatore danese
- 17 luglio - Charlie Shotwell, attore statunitense
- 18 luglio - Arsenij Dmitriev, calciatore russo
- 18 luglio - JD McCrary, cantante, ballerino e attore statunitense
- 20 luglio - Silvinho, calciatore portoghese
- 21 luglio - Melek Andreea Akay, nuotatrice artistica turca
- 23 luglio - Rodrigo Dudok, calciatore uruguaiano
- 23 luglio - Aimee Michel, nuotatrice artistica svizzera
- 24 luglio - Marija Zdorovcova, nuotatrice artistica ucraina
- 27 luglio - Giorgio Armani Nguichie Kamseu Kamogne, nuotatore camerunese
- 31 luglio - Angelica Hale, cantautrice statunitense

## Agosto(20)
- 8 agosto - Arvid Lindblad, pilota automobilistico britannico
- 8 agosto - Maša Tomašević, calciatrice montenegrina
- 10 agosto - Diego Nappi, velocista italiano
- 11 agosto - Mikey Moore, calciatore inglese
- 13 agosto - Svetlana Pavlova, nuotatrice artistica russa
- 14 agosto - Franco Mastantuono, calciatore argentino
- 15 agosto - Jens Mathijsen, calciatore olandese
- 16 agosto - Seth Carr, attore statunitense
- 16 agosto - Moisés Paniagua, calciatore boliviano
- 17 agosto - Gabriel Carvalho, calciatore brasiliano
- 17 agosto - Anastasia Voronkova, nuotatrice artistica kazaka
- 18 agosto - Andrea Arru, attore e modello italiano
- 19 agosto - Yogev Dagan, nuotatore artistico israeliano
- 20 agosto - Letizia Saronni, ginnasta italiana
- 21 agosto - Daniela Rubio, attrice e modella spagnola
- 24 agosto - Lazar Balević, calciatore serbo
- 27 agosto - Saron Berhe, mezzofondista etiope
- 27 agosto - Ariana Greenblatt, attrice statunitense
- 30 agosto - Momiji Nishiya, skater giapponese
- 30 agosto - Kuzey Tunçelli, nuotatore turco

## Settembre(8)
- 1º settembre - Sya Dembélé, danzatrice francese
- 11 settembre - Karen Xue, nuotatrice artistica statunitense
- 15 settembre - Moe Higa, nuotatrice artistica giapponese
- 16 settembre - Talal Haji, calciatore saudita
- 16 settembre - Dieguinho, calciatore brasiliano
- 19 settembre - Selin Telci, nuotatrice artistica turca
- 20 settembre - Ban Hyo-jin, tiratrice a segno sudcoreana
- 30 settembre - Andrea Rizzi, rugbista a 15 italiano

## Ottobre(7)
- 2 ottobre - Ayyoub Bouaddi, calciatore francese
- 6 ottobre - Alexandra Ștefania Uță, ostacolista e velocista rumena
- 9 ottobre - David Abrhám, cestista slovacco
- 11 ottobre - Mohamed Kader Meïté, calciatore francese
- 17 ottobre - Bharath Subramaniyam, scacchista indiano
- 30 ottobre - Polina Merzlyakova, nuotatrice artistica kazaka
- 31 ottobre - Dar"ja Mošyns'ka, nuotatrice artistica ucraina

## Novembre(17)
- 3 novembre - Ever Anderson, attrice e modella statunitense
- 6 novembre - Fernanda Paola Carmona Vazquez, nuotatrice artistica messicana
- 6 novembre - Darwin Guagua, calciatore ecuadoriano
- 8 novembre - Peyton Miller, calciatore statunitense
- 8 novembre - Sarah Maria Rizea, nuotatrice artistica italiana
- 9 novembre - Sandra Sproch, saltatrice con gli sci statunitense
- 12 novembre - Patrik Kristal, calciatore estone
- 15 novembre - Jiří Panoš, calciatore ceco
- 18 novembre - Sofia Tonelli, ginnasta italiana
- 19 novembre - Kōnstantinos Karetsas, calciatore greco
- 20 novembre - Havan Flores, attrice, doppiatrice e modella statunitense
- 20 novembre - Flora Tabanelli, sciatrice freestyle italiana
- 22 novembre - William Gibson, calciatore liberiano
- 23 novembre - Serena Di Fabio, marciatrice italiana
- 28 novembre - Ece Sokullu, nuotatrice artistica turca
- 29 novembre - Chido Obi-Martin, calciatore danese
- 30 novembre - Alida Baldari Calabria, attrice italiana

## Dicembre(11)
- 4 dicembre - Scarlett Estevez, attrice statunitense
- 6 dicembre - Iva Jovic, tennista statunitense
- 8 dicembre - Maxloren Castro, calciatore peruviano
- 9 dicembre - Holly Hughes, nuotatrice artistica britannica
- 11 dicembre - Bruno Durdov, calciatore croato
- 13 dicembre - Yuri Oyarzo, calciatore uruguaiano
- 14 dicembre - Evelina Simonova, nuotatrice artistica russa
- 15 dicembre - Christian Isaiah, attore statunitense
- 29 dicembre - Gout Gout, velocista australiano
- 30 dicembre - Axel Kei, calciatore ivoriano
- 31 dicembre - Shi Haoyue, sincronetto cinese

## Senza giorno specificato(9)
- Eleanor Andrews, sciatrice freestyle statunitense
- Astrid Hedin, sciatrice alpina svedese
- Eva Unhjem Johansen, sciatrice alpina norvegese
- Ingrid Låte, combinatista nordica e saltatrice con gli sci norvegese
- Ingvild Synnøve Midtskogen, saltatrice con gli sci e ex combinatista nordica norvegese
- Savitha Shri B, scacchista indiana
- Momo Suzuki, snowboarder giapponese
- Heidi Dyhre Traaserud, saltatrice con gli sci norvegese
- Viktoria Zaytseva, sciatrice alpina statunitense